# Svatoslav Ton
Svatoslav Ton (* 20. Oktober 1978 in Brünn) ist ein tschechischer Hochspringer.
Seinen ersten größeren Erfolg hatte er bei den Leichtathletik-Europameisterschaften 2002 in München, bei der er Sechster wurde. 2004 übersprang er kurz nacheinander zweimal die 2,33 m (am 11. Juni in Prag und am 26. Juni in Pilsen) und wurde Achter bei den Olympischen Spielen in Athen.
2005 scheiterte er bei den Weltmeisterschaften in Helsinki in der Qualifikation, und im Jahr darauf wurde er Sechster bei den Europameisterschaften in Göteborg. 2007 schied er bei den Weltmeisterschaften in Osaka erneut in der Vorrunde aus.
Der Athlet mit dem Spitznamen „Sváťa“ wird von Jaroslav Kovář trainiert und startet für den Verein TJ Dukla Praha.